# چه بر سر گل‌ها آمده؟
«چه بر سر گل‌ها آمده؟» (به انگلیسی: Where Have All the Flowers Gone?) ترانه‌ای فولک سروده پیت سیگر، خواننده-ترانه‌سرای آمریکایی، است که در جنگ داخلی اسپانیا جانب آزادیخواهان را گرفت؛ این ترانه به زبان‌های گوناگون ترجمه شده و علاوه بر خود وی، خوانندگان بزرگی آنرا اجرا کرده‌اند.
سیگر در مورد ترانه «چه بر سر گل‌ها آمده» تعریف کرده‌است که سال ۱۹۵۵ عازم سفر بوده و  در هواپیما کنار دستی‌اش مشغول خواندن رمان دن آرام میخائیل شولوخوف (به زبان انگلیسی) بود و جملاتی از آن را با صدای بلند می‌خواند: «گل‌ها چی شدند، دختر بچه‌ها اونا را کندند. خودشون چی شدند؟ ازدواج کردند. چه اتفاقی برا همسراشون افتاد؟ رفتند جنگ... یکی دو صندلی آن طرف تر، مردی با همسرش در مورد فرزندانشان صحبت می‌کرد و می‌گفت پس اینا کی یادمی‌گیرند. کی یادمی‌گیرند ... همان دم ترانه اون همه گل کجا رفتند را با استفاده از آنچه از کتاب دن آرام و صحبت آن پدر در مورد فرزندانش شنیدم، روی کاغذ آوردم.»

## مضمون ترانه
پیت سیگر ترانه چه بر سر گل‌ها آمده را در سال ۱۹۵۵ ساخت ولی به خاطر فشارهای سیاسی در آن دوران که به سالهای مک کارتیسم شهرت یافت، نتوانست حدود ده سال منتشر کند. سال ۱۹۶۴ بالاخره پخش شد و تعداد زیادی از خوانندگان از جمله جون بایز، جانی ریورز و مارلین دیتریش و خیلی‌های دیگر آن را بازخوانی کرده‌اند.
این ترانه به زبانهای روسی، آلمانی، هلندی، ترکی، ایرلندی، پرتقالی، فرانسوی، اسپانیایی، ایتالیایی، لهستانی، عبری، فنلاندی، و سوئدی خوانده شده، همچنین هنرمندان چک، مجارستان، رومانی، کرواسی، استونیا و ژاپن آنرا به زبان خودشان خوانده‌اند.